# 22 juillet aux Jeux olympiques d'été de 2020
Navigation
Juillet :
- 21
- 22
- 23
- 24
- 25
- 26
- 27
- 28
- 29
- 30
- 31

Août : 
- 1er
- 2
- 3
- 4
- 5
- 6
- 7
- 8

Le jeudi 22 juillet 2021 est le deuxième jour de compétitions des Jeux olympiques d'été de 2020 se déroulant à Tokyo au Japon. Toutefois, il ne s'agit pas de l'ouverture officielle de ces Jeux puisque la cérémonie d'ouverture ne se déroule que le lendemain, le 23 juillet.
Les huit rencontres de la première journée du premier tour du tournoi masculin de football sont au programme, de même que les trois rencontres de la deuxième journée du tournoi de softball.

## Programme
| Heure UTC+09:00 (Tokyo)                       |               |
| bleu                                          | Cérémonie     |
| neutre                                        | Épreuve       |
| or                                            | Finale        |
| orange                                        | Petite finale |
| rose                                          | Reporté       |
| gris                                          | Annulé        |
| Compétition masculine                         | Hommes        |
| Compétition féminine                          | Femmes        |
| Compétition mixte (hommes et femmes mélangés) | Mixte         |
| Compétition en couple (1 homme et 1 femme)    | Couple        |
| modifier                                      |               |

| Horaire | Discipline Spécialité | Discipline Spécialité     | Discipline Spécialité | Phase                      | Résultats                           | Références              |
| ------- | --------------------- | ------------------------- | --------------------- | -------------------------- | ----------------------------------- | ----------------------- |
| 9 h     |                       | Softball Tournoi féminin  | Compétition femmes    | Tour préliminaire          | États-Unis 1 - 0 Canada             | [ Feuille de match 1 ]  |
| 12 h    |                       | Softball Tournoi féminin  | Compétition femmes    | Tour préliminaire          | Mexique 2 - 3 Japon                 | [ Feuille de match 2 ]  |
| 15 h    |                       | Softball Tournoi féminin  | Compétition femmes    | Tour préliminaire          | Italie 0 - 1 Australie              | [ Feuille de match 3 ]  |
| 16 h 30 |                       | Football Tournoi masculin | Compétition hommes    | Tour préliminaire Groupe C | Égypte 0 - 0 Espagne                | [ Feuille de match 4 ]  |
| 17 h    |                       | Football Tournoi masculin | Compétition hommes    | Tour préliminaire Groupe B | Nouvelle-Zélande 1 - 0 Corée du Sud | [ Feuille de match 5 ]  |
| 17 h    |                       | Football Tournoi masculin | Compétition hommes    | Tour préliminaire Groupe A | Mexique 4 - 1 France                | [ Feuille de match 6 ]  |
| 17 h 30 |                       | Football Tournoi masculin | Compétition hommes    | Tour préliminaire Groupe D | Côte d'Ivoire 2 - 1 Arabie saoudite | [ Feuille de match 7 ]  |
| 19 h 30 |                       | Football Tournoi masculin | Compétition hommes    | Tour préliminaire Groupe C | Argentine 0 - 2 Australie           | [ Feuille de match 8 ]  |
| 20 h    |                       | Football Tournoi masculin | Compétition hommes    | Tour préliminaire Groupe B | Honduras 0 - 1 Roumanie             | [ Feuille de match 9 ]  |
| 20 h    |                       | Football Tournoi masculin | Compétition hommes    | Tour préliminaire Groupe A | Japon 1 - 0 Afrique du Sud          | [ Feuille de match 10 ] |
| 20 h 30 |                       | Football Tournoi masculin | Compétition hommes    | Tour préliminaire Groupe D | Brésil 4 - 2 Allemagne              | [ Feuille de match 11 ] |

### Feuilles de match
1. ↑  (en) « Softball - First Round - Match 4 USA vs CAN - Match report », sur olympics.com, 22 juillet 2021
2. ↑  (en) « Softball - First Round - Match 5 MEX vs JPN - Match report », sur olympics.com, 22 juillet 2021
3. ↑  (en) « Softball - First Round - Match 6 ITA vs AUS - Match report », sur olympics.com, 22 juillet 2021
4. ↑  (en) « Football - Group C - Match 5 EGY vs ESP - Match report », sur olympics.com, 22 juillet 2021
5. ↑  (en) « Football - Group B - Match 3 NZL vs KOR - Match report », sur olympics.com, 22 juillet 2021
6. ↑  (en) « Football - Group A - Match 2 MEX vs FRA - Match report », sur olympics.com, 22 juillet 2021
7. ↑  (en) « Football - Group C - Match 5 MEX vs FRA - Match report », sur olympics.com, 22 juillet 2021
8. ↑  (en) « Football - Group C - Match 6 ARG vs AUS - Match report », sur olympics.com, 22 juillet 2021
9. ↑  (en) « Football - Group B - Match 4 HON vs ROU - Match report », sur olympics.com, 22 juillet 2021
10. ↑  (en) « Football - Group A - Match 1 JPN vs RSA - Match report », sur olympics.com, 22 juillet 2021
11. ↑  (en) « Football - Group D - Match 7 BRA vs GER - Match report », sur olympics.com, 22 juillet 2021